# 埃及風格建築
埃及風格建築，埃及式建築或埃及復興主義是對尼羅河中下游古埃及建築風格的模仿或再造。西歐和現代東亞對古埃及建築的認識起於拿破侖對埃及的征服。

## 歷史

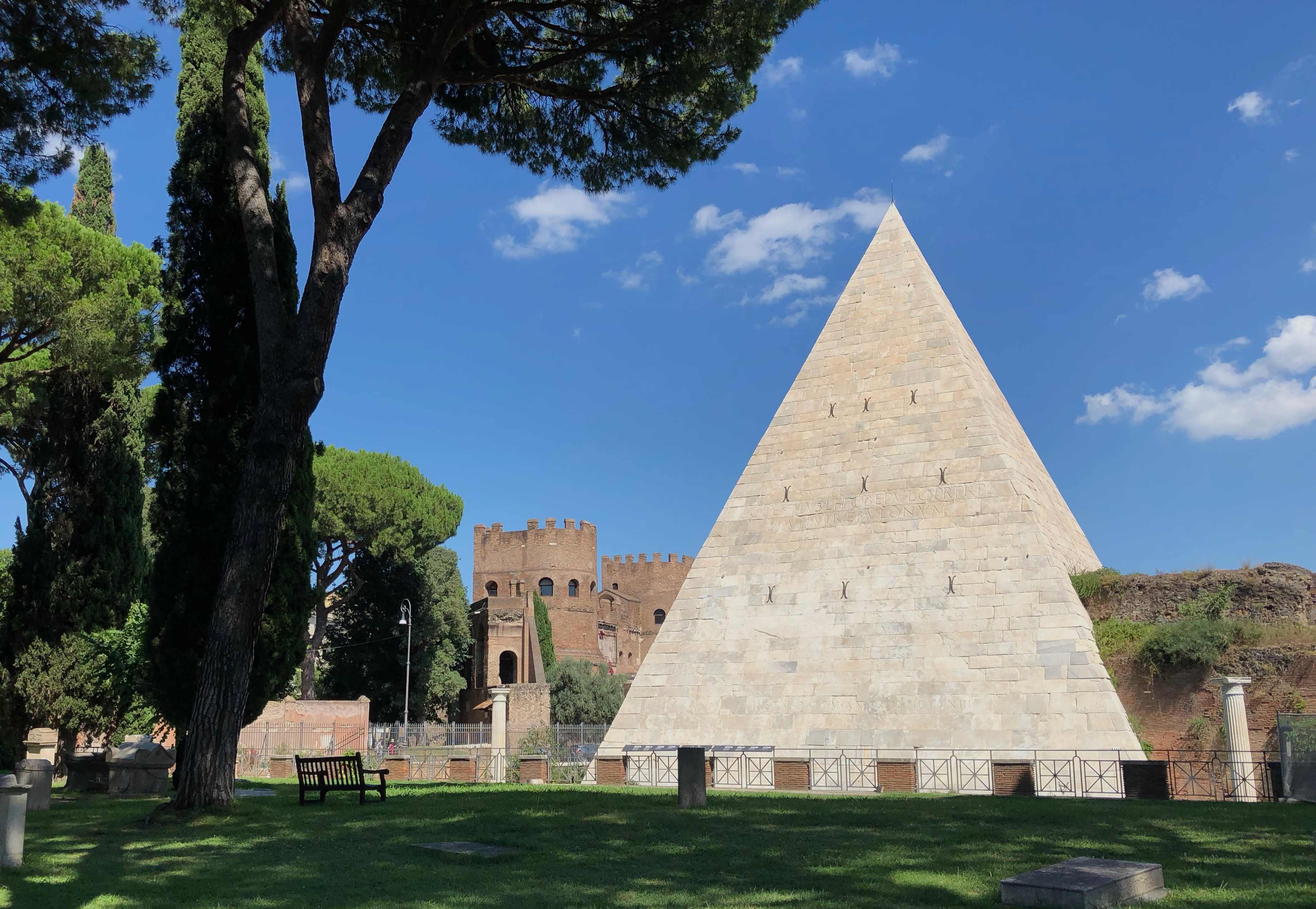
塞斯提乌斯金字塔

古羅馬人就修建了方尖碑、赛斯提乌斯金字塔等模仿埃及风格的建筑。

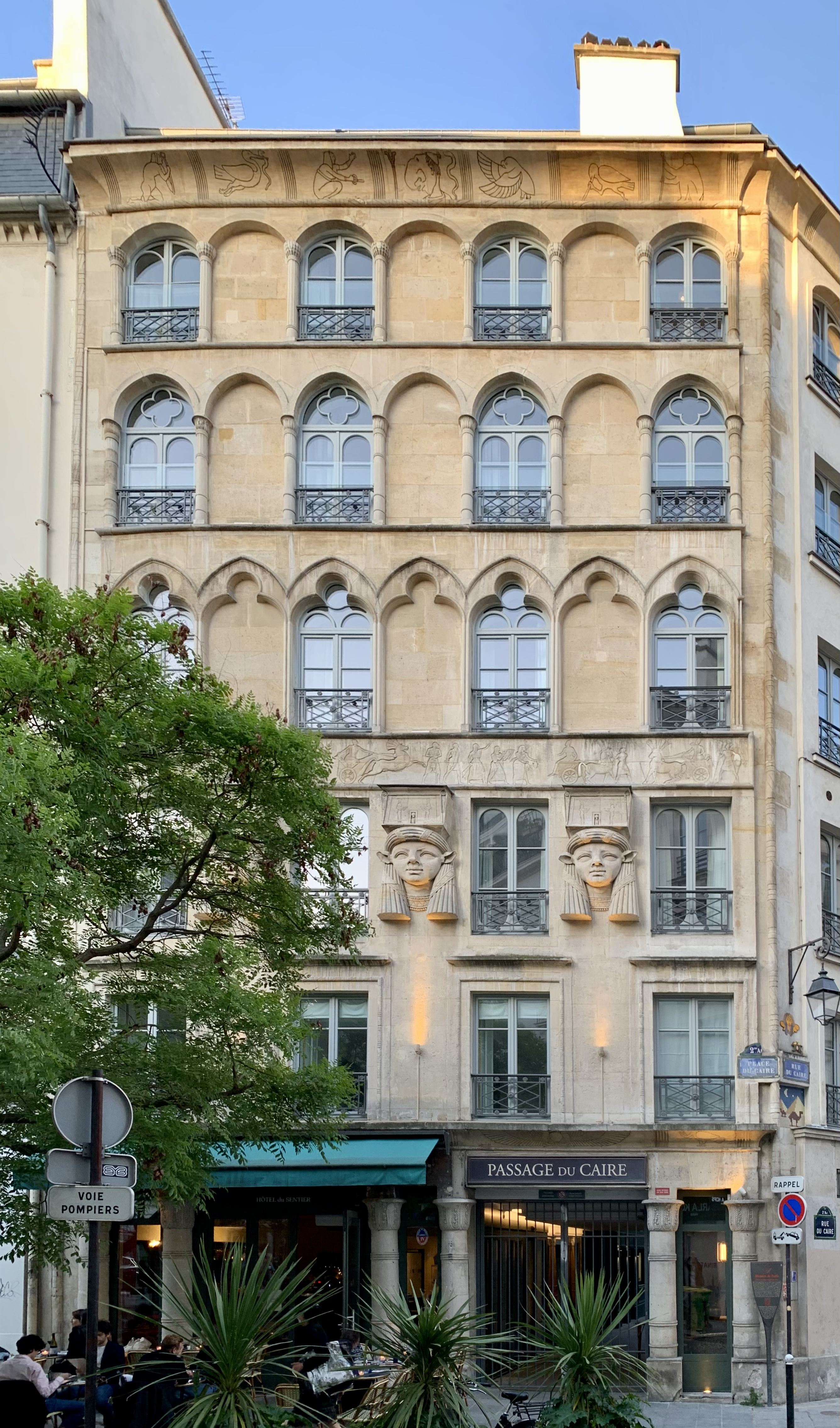
巴黎2 Place du Caire, 1798

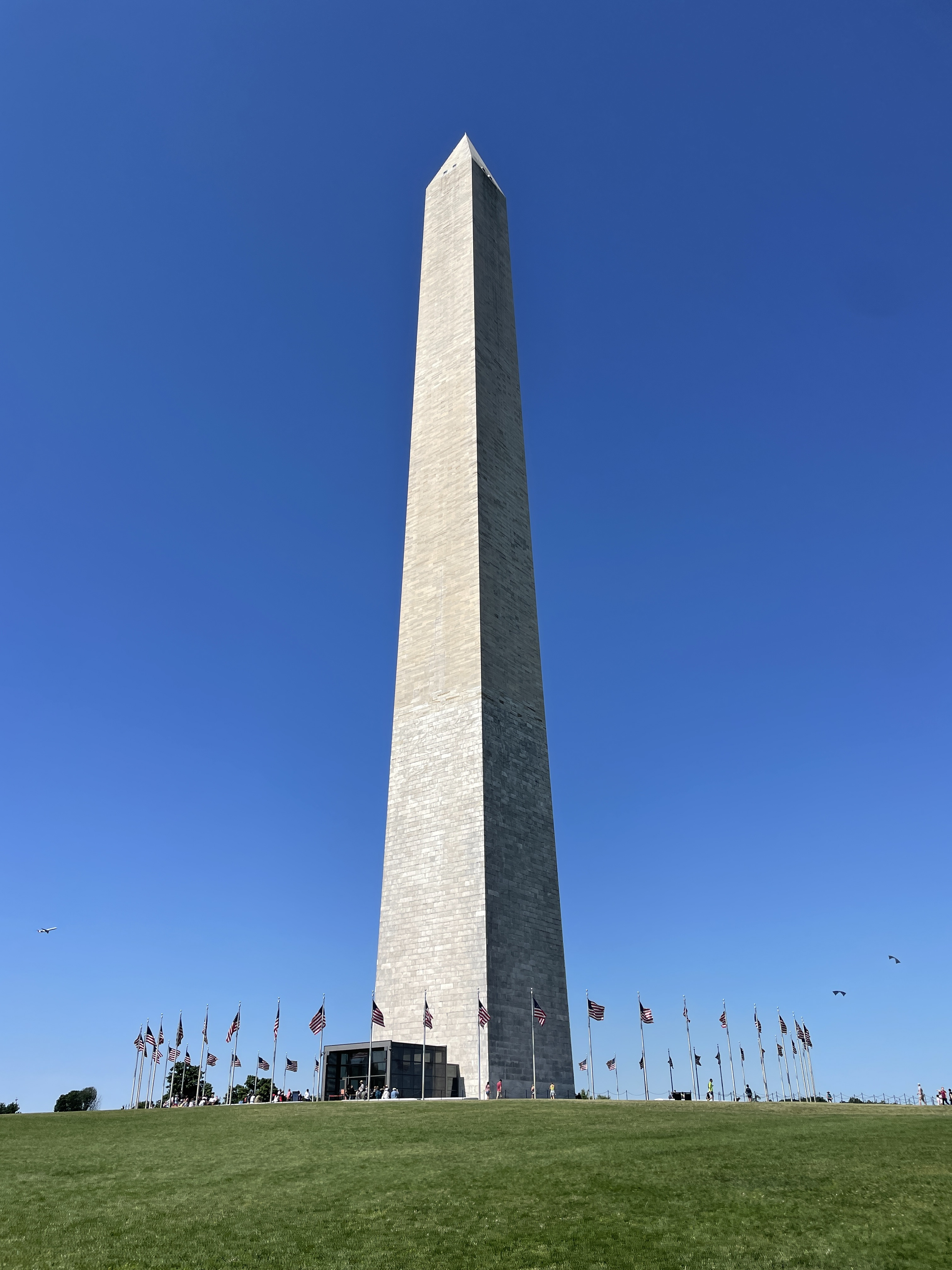
华盛顿纪念碑

18世纪下半叶，随着新古典主义的兴起，建筑师有时会混合古希腊、罗马、哥特和埃及风格。他们希望发现新的形状和装饰理念，而不是只是忠实地复制过去。

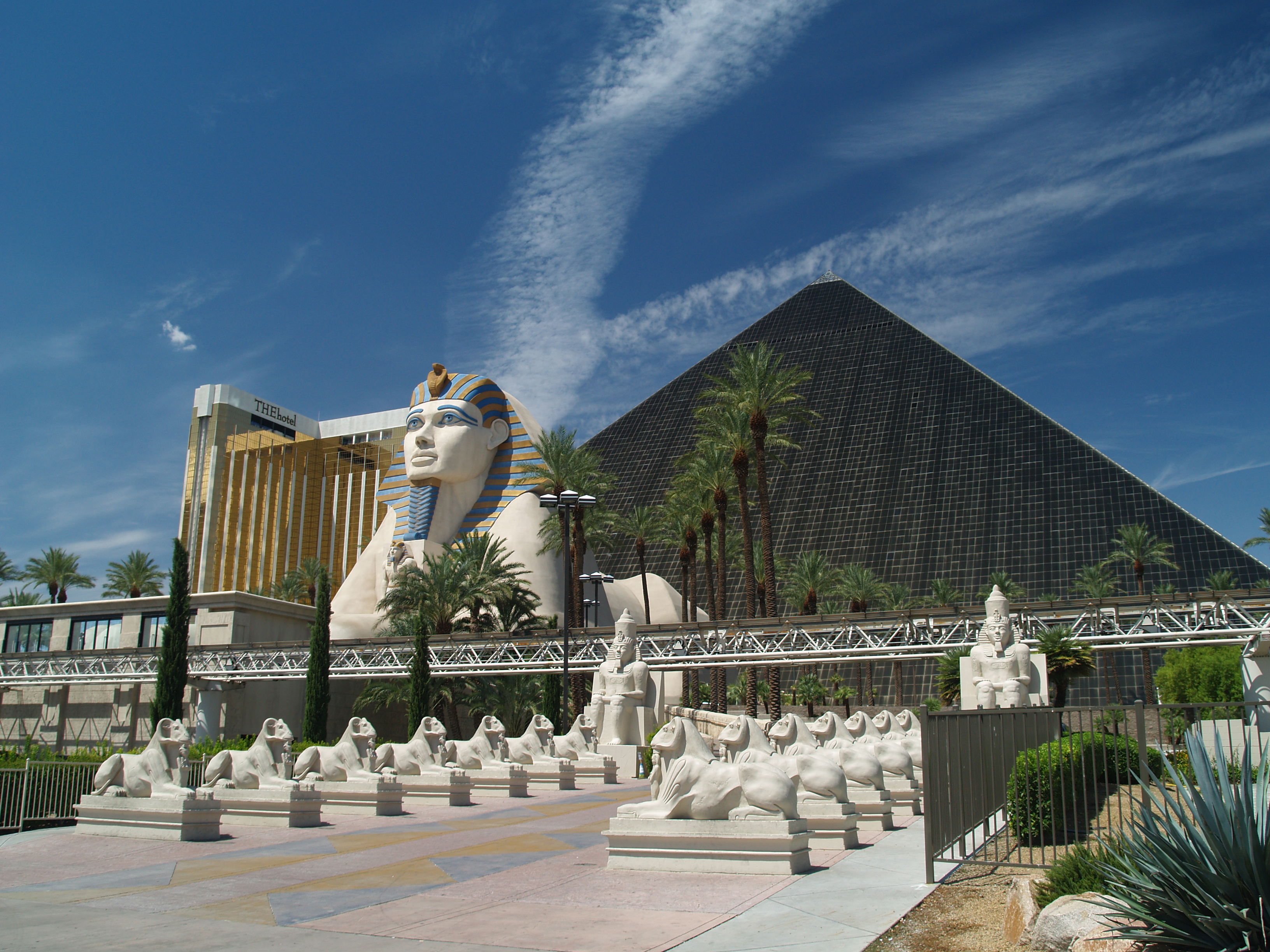
拉斯维加斯卢克索酒店

20世纪，建筑师会运用现代工业致敬古埃及建筑的造型。

## 延伸阅读
- 古埃及建築
- 复兴式建筑